# 上格勒宁根
上格勒宁根是德国巴登-符腾堡州的一个市镇。总面积5.86平方公里，总人口461人，其中男性245人，女性216人（2011年12月31日），人口密度79人/平方公里。